# Гельдерсгайм
Гельдерсгайм (нім. Geldersheim) — громада в Німеччині, розташована в землі Баварія. Підпорядковується адміністративному округу Нижня Франконія. Входить до складу району Швайнфурт.
Площа — 15,33 км2. Населення становить 2758 ос. (станом на 31 грудня 2020).